# ترقيم بريد تونس
يعتمد الترقيم البريدي في تونس على رموز بريدية ذات أربعة أرقام (****)، أحدثه البريد والبرق والهاتف، وهو الاسم السابق للبريد التونسي، منذ 20 مارس 1980.

## توزيع الترقيم البريدي في تونس

خريطة توضح توزيع الترقيم البريدي في تونس حسب الرقمين الأولين للرمز البريدي

يتوزع الترقيم البريدي في تونس حسب الولايات على النحو التالي:
- تونس الكبرى: **10 و**11 و**20.

- ولاية أريانة: **20.
- ولاية بن عروس: **11 و**20.
- ولاية تونس: **10 و**20.
- ولاية منوبة: **11 و**20.

- ولاية باجة: **90.
- ولاية بنزرت: **70.
- ولاية تطاوين: **32.
- ولاية توزر: **22.
- ولاية جندوبة: **81.
- ولاية زغوان: **11.
- ولاية سليانة: **61.
- ولاية سوسة: **40.
- ولاية سيدي بوزيد: **91.
- ولاية صفاقس: **30.
- ولاية قابس: **60.
- ولاية قبلي: **42.
- ولاية القصرين: **12.
- ولاية قفصة: **21.
- ولاية القيروان: **31.
- ولاية الكاف: **71.
- ولاية مدنين: **41.
- ولاية المنستير: **50.
- ولاية المهدية: **51.
- ولاية نابل: **80.

### مواضيع ذات علاقة
- البريد التونسي.
- الترقيم الهاتفي  في تونس.

## وصلات خارجية
- (بالفرنسية) البحث عن الترقيم البريدي حسب الولاية والمعتمدية على موقع البريد التونسي.